# Giorgio Battistelli

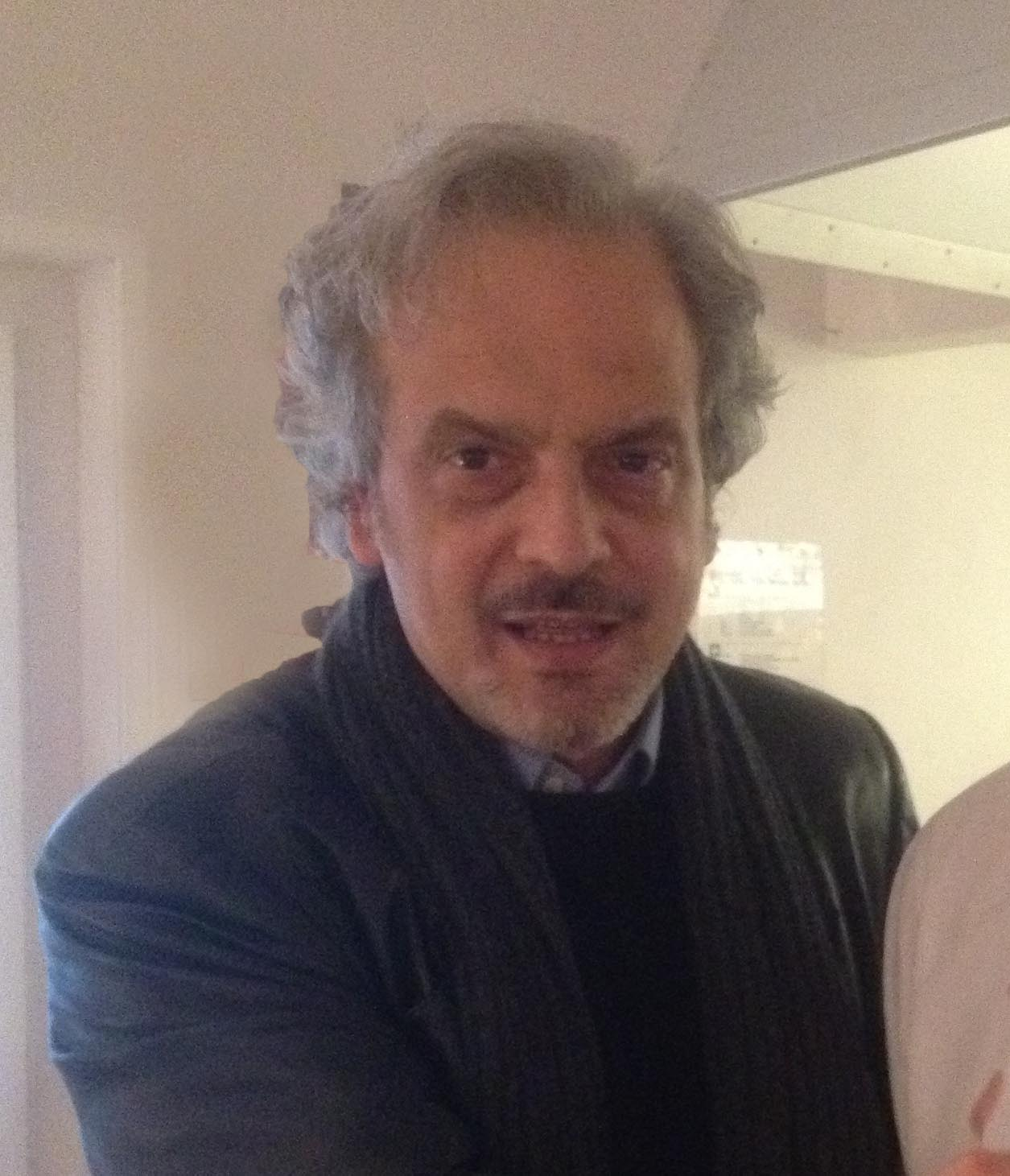
Giorgio Battistelli

Giorgio Battistelli (* 25. April 1953 in Albano Laziale bei Rom) ist ein italienischer Avantgarde-Komponist im Bereich Musiktheater.

## Leben und Wirken
Battistelli studierte bis 1978 Komposition, Musikgeschichte und Klavier am Konservatorium Alfredo Casella in L’Aquila. Daneben ergänzte er seine Ausbildung durch Kurse u. a. 1975 in Köln bei Karlheinz Stockhausen und Mauricio Kagel sowie 1978/79 in Paris bei Jean-Pierre Drouet. Auf Einladung des Deutschen Akademischen Austauschdienstes verbrachte er das Jahr 1985/86 in Berlin.
Von 1993 bis 1996 war er künstlerischer Leiter des Cantiere Internazionale d’Arte in Montepulciano, von 1996 bis 2002 künstlerischer Leiter des Orchestra della Toscana. In derselben Funktion wirkte er u. a. bei der Musik-Biennale di Venezia (2004–2007) und der Fondazione Arena di Verona (2006–2007).
Größere Aufmerksamkeit erregte Battistelli 2002 mit einer musikalischen Inszenierung von Ernst Jüngers Auf den Marmorklippen am Nationaltheater Mannheim, bei dem Battistelli auch am Libretto beteiligt war. Ähnliches Interesse fand Experimentum Mundi im Jahr 2005, bei dem die Musikalität der Arbeitswelt verdeutlicht werden sollte. Das Werk sollte als Brückenschlag von Alltagsgeräuschen der Handwerker zur zeitgenössischen Musik verstanden werden.
Seit Januar 2020 ist er künstlerischer Leiter des Puccini Festivals in Torre del Lago.
2021 übernahm Battistelli in Nachfolge von Daniele Spini die künstlerische Leitung des Haydn-Orchesters von Bozen und Trient. 2023 brachte er in Berlin das bekannte Werk Teorema – Geometrie der Liebe von Pier Paolo Pasolini in seiner Opern-Adaption Il Teorema di Pasolini auf die Bühne.

## Werke (Auswahl)
- Experimentum Mundi (Rom, 1981)
- Aphrodite (Bordeaux, 1983)
- Linzer Stahloper (Linz, 1985)
- Jules Verne (Straßburg, 1985)
- Combattimento di Ettore e Achille (Straßburg, 1989)
- Keplers Traum (Linz, 1990)
- Ascolto di Rembrandt (Rom, 1991)
- Teorema (München, 1992)
- Frau Frankenstein (Berlin, 1993)
- Prova d’Orchestra (Straßburg, 1995)
- The Cenci (London, 1997)
- Die Entdeckung der Langsamkeit (Bremen, 1997)
- Auf den Marmorklippen (Mannheim, 2002)
- Richard III (Düsseldorf, 2005)
- El otoño del patriarca (Bremen, 2004)
- Miracolo a Milano (Reggio nell’Emilia, 2007)
- The Fashion (Düsseldorf, 2008)
- Lot (Hannover, 2017)
- Julius Caesar (Rom, 2021)
- Le baruffe (Venedig, 2022)
- Il Teorema di Pasolini (Berlin, 2023)